# Goffredo Mameli

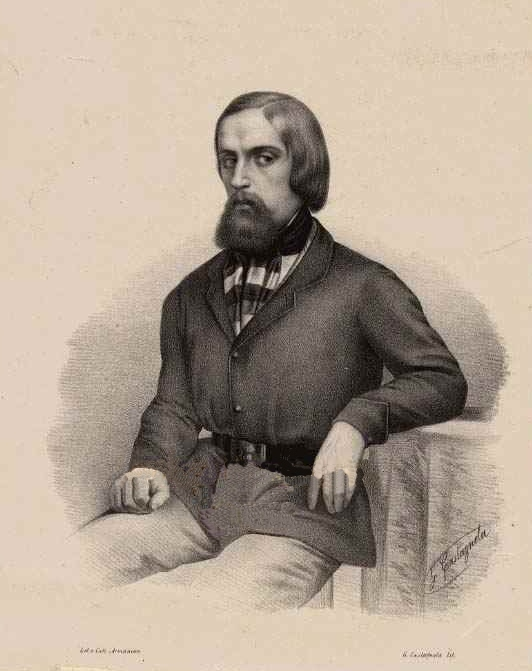
Goffredo Mameli

Goffredo Mameli (né à Gênes le 5 septembre 1827 et mort à Rome le 6 juillet 1849) est un poète et un patriote italien du XIXe siècle, qui est une figure notable du Risorgimento.

## Biographie
Le père de Goffredo Mameli, amiral sarde, commande la flotte du royaume de la Sardaigne.
Goffredo Mameli est l'auteur, à l'âge de 20 ans seulement, des paroles de l'hymne national italien, le Chant des Italiens (1847), connu en Italie sous le nom d’Hymne de Mameli et, en France, par son premier vers, Fratelli d'Italia.
Il participe en 1849 à la défense de la deuxième République romaine, sous les ordres de Giuseppe Garibaldi. Il est blessé lors d'une attaque à la Villa Corsini défendue par les soldats français envoyés par Louis-Napoléon Bonaparte pour restaurer le Pape Pie IX sur son trône. La blessure ne semblait pas grave, mais elle s'infecte et provoque sa mort après un mois de souffrance.